# Taumantis cephalotes
Taumantis cephalotes är en bönsyrseart som beskrevs av Gerstaecker 1883. Taumantis cephalotes ingår i släktet Taumantis och familjen Mantidae. Inga underarter finns listade i Catalogue of Life.